# Pfarrkirche Ranggen

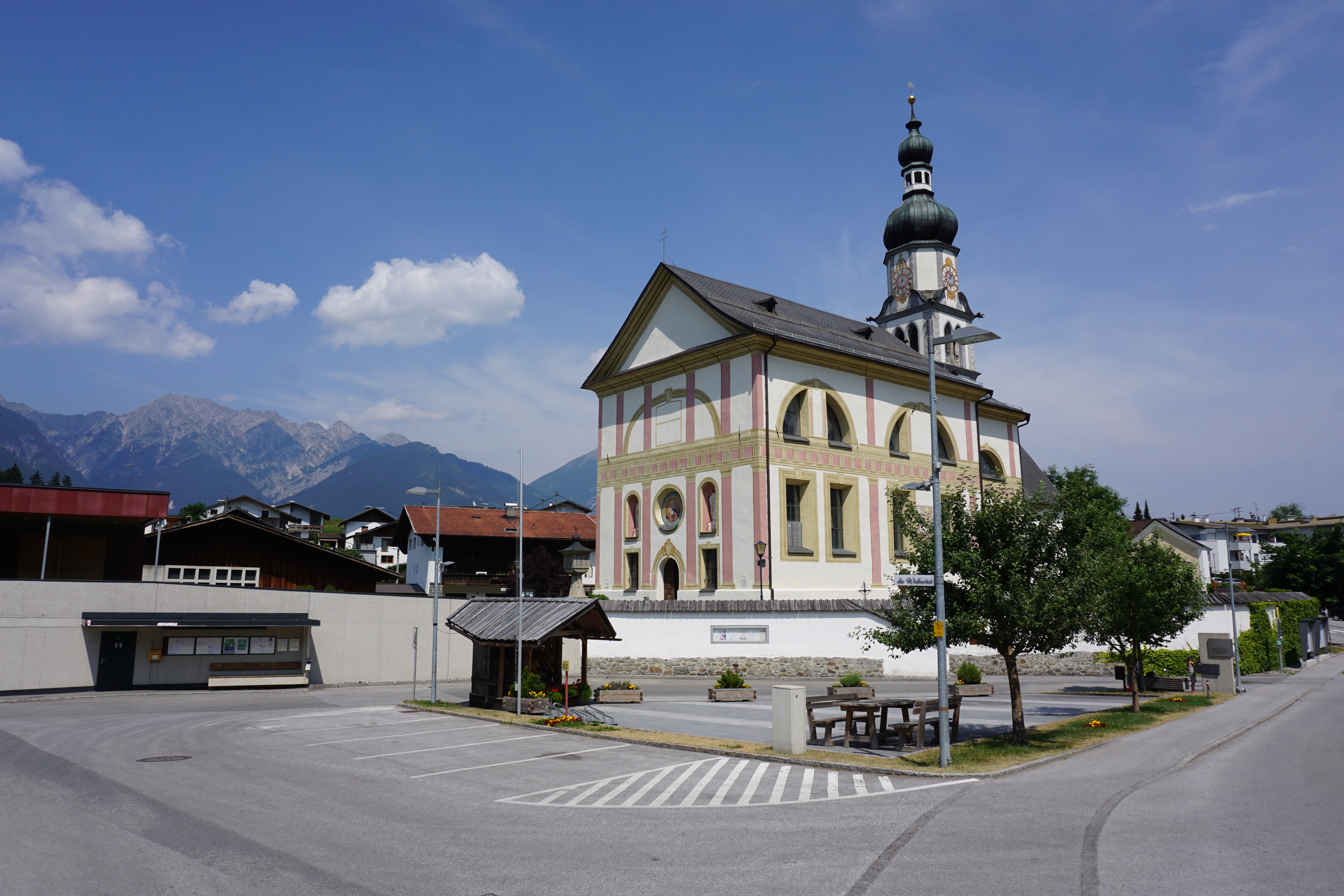
Katholische Pfarrkirche hl. Magnus in Ranggen

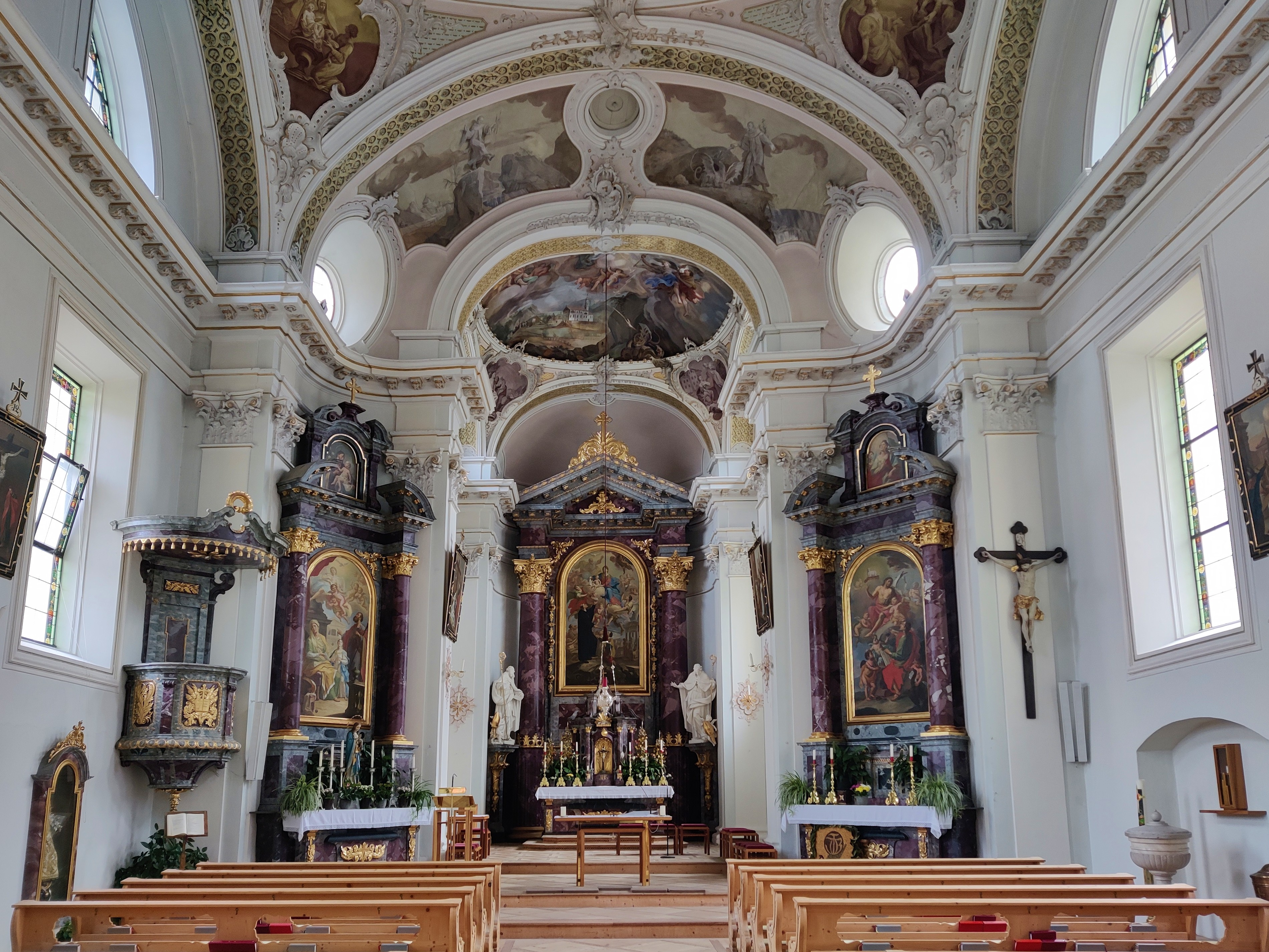
Langhaus, Blick zum Chor

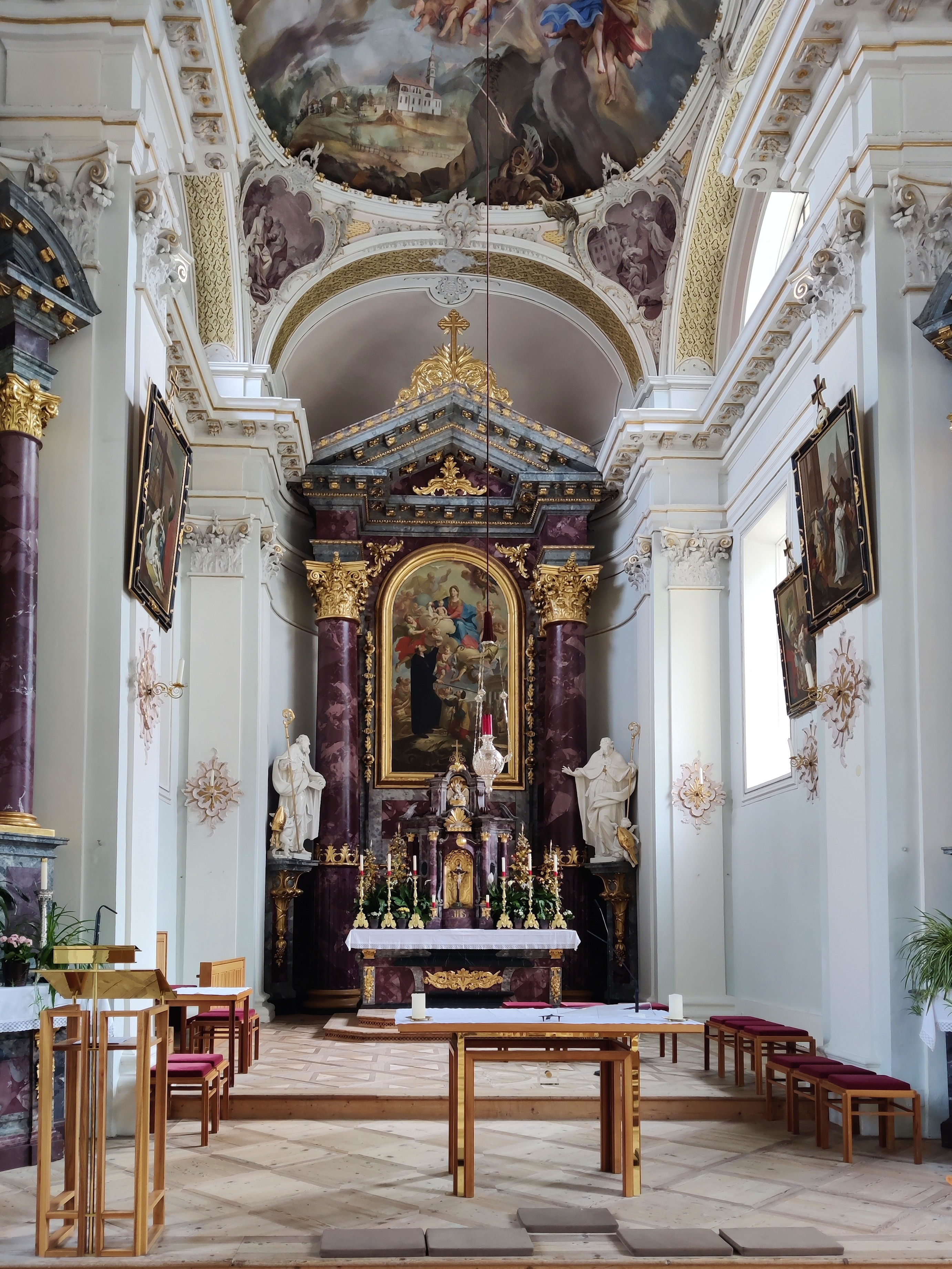
Altar

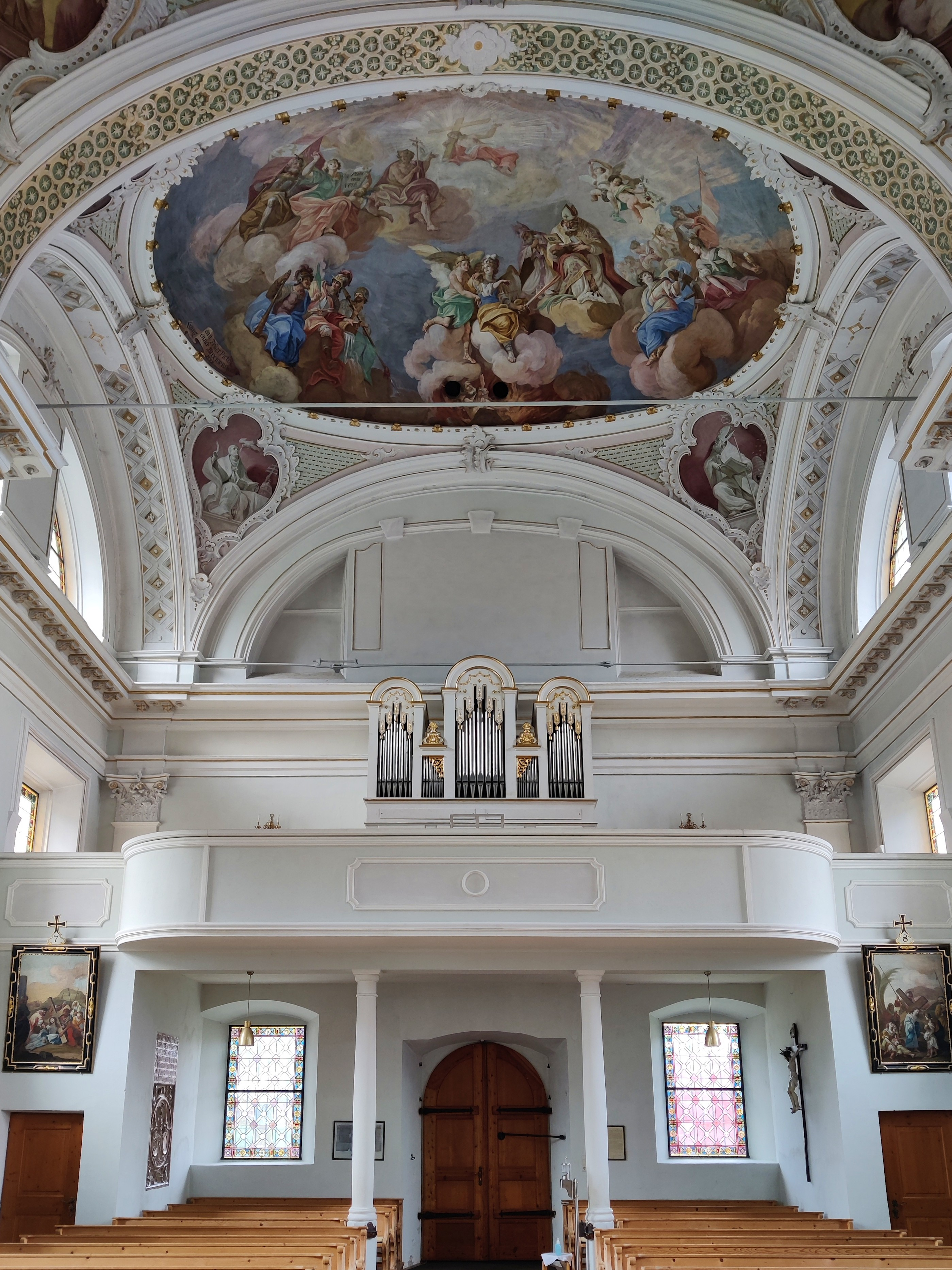
Empore, Orgel, Deckenfresko

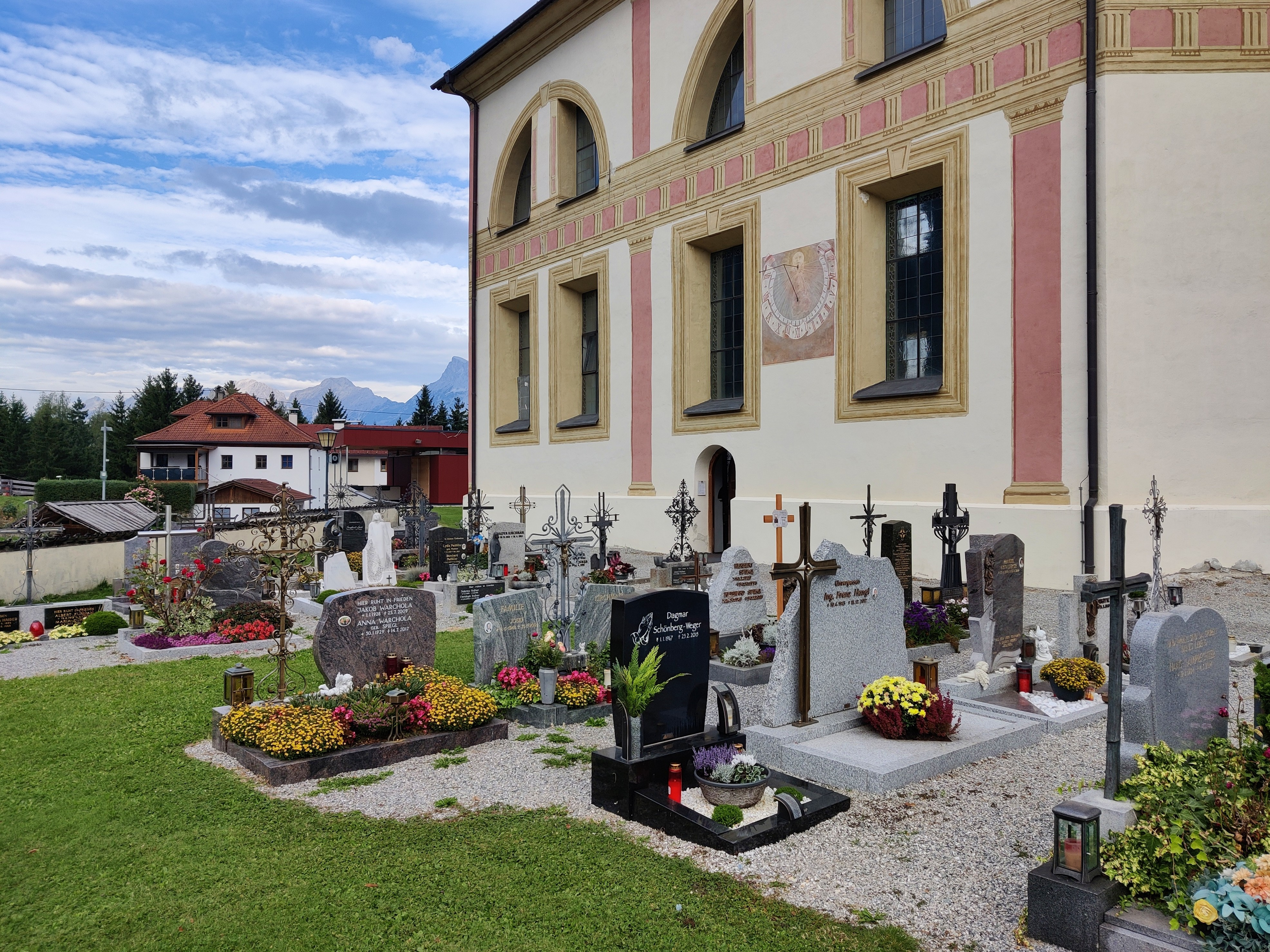
Friedhof

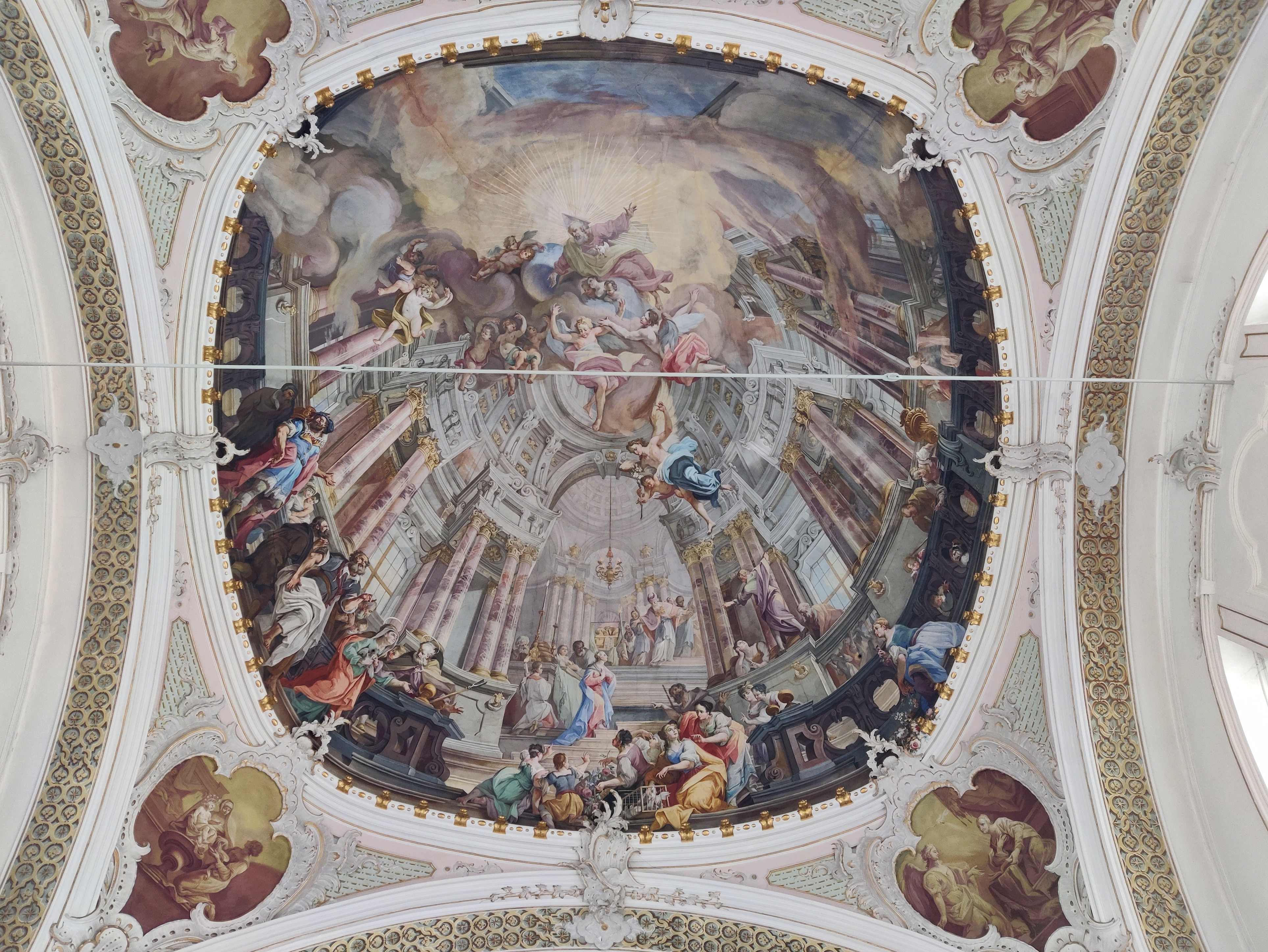
Deckenfresko

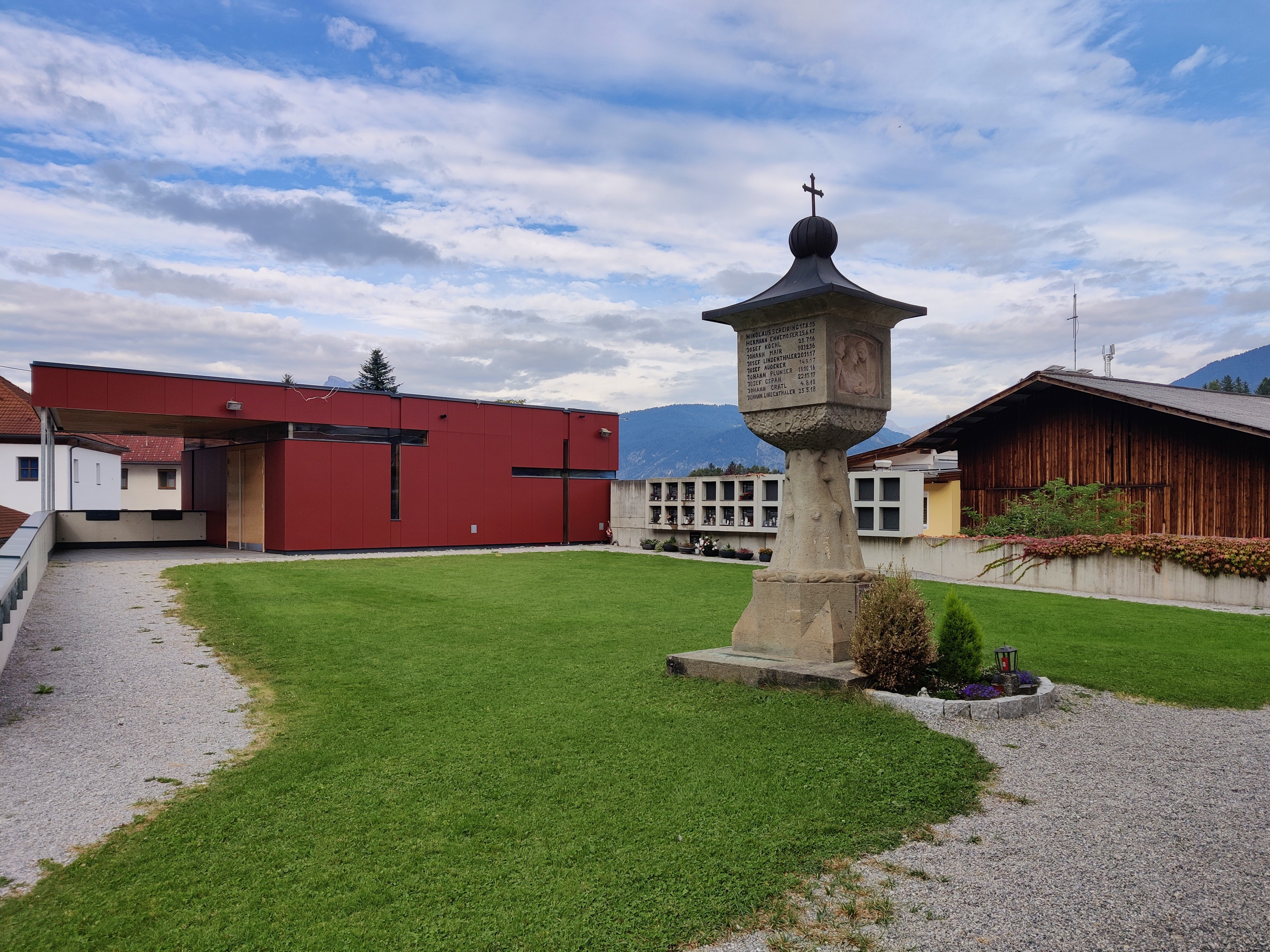
Aufbahrungshalle und Kriegerdenkmal

Die  Pfarrkirche Ranggen steht leicht erhöht am nordwestlichen Ortsrand in der Gemeinde Ranggen im Bezirk Innsbruck-Land im Bundesland Tirol. Die dem Patrozinium hl. Magnus von Füssen unterstellte römisch-katholische Pfarrkirche gehört zum Dekanat Axams in der Diözese Innsbruck. Die Kirche und der Friedhof stehen unter Denkmalschutz (Listeneintrag).

## Geschichte
Urkundlich wurde 1359 eine Kirche genannt. Der Neubau der Kirche erfolgte von 1775 bis 1778 nach den Plänen des Baumeisters Franz Singer. Die Kirche wurde 1780 geweiht und 1891 zur Pfarrkirche erhoben. Die Kirche wurde 1935 und 1973 restauriert.

## Architektur
Der barocke Kirchenbau mit einem eingezogenen Chor hat östlich anschließend einen erhaltenen gotischen Chor und einen gotischen Nordturm. Die Kirche ist von einem Friedhof mit einer geböschten Mauer umgeben.
Das Kircheninnere zeigt Gewölbemalerei von Franz Anton Zeiller 1778, die Hauptkuppel zeigt Mariä Tempelgang und in den Zwickeln Marienszenen, in der Chorkuppel Himmelfahrt des hl. Magnus und in den Zwickeln christologische Szenen, im Westjoch Vierzehn Nothelfer und die Vier Kirchenväter.

## Ausstattung
Die spätbarocke-klassizistische Einrichtung entstand um 1778. Die freistehende Hochaltarmensa trägt einen Tabernakel, dahinter ist in die Apsis ein mächtiger Ädikulaaltar eingefügt, das Altarblatt hl. Magnus vor der Madonna als Fürsprecher der Armen und Kranken malte Josef Anton Zoller 1782, die seitlichen Statuen hl. Ingenuin und hl. Albuin schuf der Bildhauer Johann Schnegg.
Die Orgel mit 15 Registern auf einem Manual und Pedal baute Franz Weber 1900. Sein letzter nachweisbarer Neubau wurde zuletzt 1992 durch die Gebrüder Mayer restauriert.

## Grabdenkmäler
- Spätgotischer Wappengrabstein Klara Eppanerin 1515.